# آندرس تیو
آندرس تیو (انگلیسی: Andrés Tello؛ زادهٔ ۶ سپتامبر ۱۹۹۶) بازیکن فوتبال اهل کلمبیا است که در حال حاضر به صورت قرضی از باشگاه فوتبال کاتانیا، برای باشگاه فوتبال سالرنیتانا، از باشگاه‌های حاضر در سری بی بازی می‌کند.
از باشگاه‌هایی که در آن بازی کرده است می‌توان به باشگاه فوتبال امپولی، باشگاه فوتبال کالیاری، و باشگاه فوتبال یوونتوس اشاره کرد.
وی همچنین در تیم‌های ملی فوتبال زیر ۱۷ و زیر ۲۰ سال کلمبیا بازی کرده است.

## دوران ملی

### تیم ملی فوتبال زیر ۲۰ سال
تیو اولین بازی خود را در مسابقات مائوریس ری ولو سال ۲۰۱۴ انجام داد و در ۳ مسابقه بازی کرد. تیو در جام ملت‌های جوانان آمریکای جنوبی ۲۰۱۵ به تیم ملی فوتبال زیر ۲۰ سال کلمبیا فراخوانده شد و در همه مسابقات بازی کرد و به کلمبیا کمک کرد تا به عنوان نایب قهرمان برسد.

## دوران باشگاهی

### انویگادو
آندرس تیو کار خود را در تیم جوانان انویگادو آغاز کرد. به لطف عملکردهای خوبش، او به تیم بزرگسالان انویگادو ملحق شد و در سن ۱۷ سالگی در تاریخ ۱۰ آوریل ۲۰۱۴ مقابل باشگاه فوتبال ایندپندینته مدئین برای اولین بار کرد. آندرس تیو در فصل نخست خود ۱۶ بار بازی کرد و ۲ گل به ثمر رساند؛ به خاطر عملکردش، بسیاری از تیم‌های اروپایی خواهان پیوستن او به جمع خود بودند، از جمله می‌توان به تیم‌هایی مانند یوونتوس و کالیاری در ایتالیا اشاره کرد.

### یوونتوس
در طول پنجره نقل و انتقالات زمستان ۲۰۱۵، یکی از غول‌های سری آ، یوونتوس آندرس تیو را به مدت یک فصل با مبلغ ۱ میلیون یورو به صورت قرضی جذب کرد و گزینه خرید او را معادل مبلغ ۱٫۴ میلیون یورو قرار دادند. سپس یوونتوس پس از ۷ بازی در تیم جوانان، بند خرید دائمی آندرس تیو را فعال کرد. در ۸ اوت ۲۰۱۵، آندرس تیو به عنوان بازیکن تعویضی در پیروزی یوونتوس در سوپرکاپ ایتالیا مقابل لاتزیو به میدان رفت.

#### قرضی به کالیاری
در ۱۹ اوت ۲۰۱۵، آندرس تیو به صورت قرضی به تیمی از سری بی، کالیاری پیوست. در ۱۱ اکتبر، او به عنوان یار تعویضی در پیروزی ۳–۱ خانگی کالیاری مقابل چزنا در دقیقه ۷۸ وارد زمین شد و اولین بازی خود در سری بی را انجام داد. در ۲۷ اکتبر، آندرس تیو اولین بازی خود به عنوان بازیکن اصلی را برای کالیاری انجام داد که آن بازی به تساوی ۰–۰ خارج از خانه مقابل باشگاه فوتبال پروجا انجامید و در دقیقه ۷۸ جای خود را به مارکو فوساتی داد. در ۱۵ نوامبر، او اولین بازی کامل خود را برای کالیاری انجام داد که در آن بازی ۳–۱ مقابل اسپزیا پیروز شدند. در ۳ دسامبر، آندرس تیو در دور چهارم کوپا ایتالیا در پیروزی ۱–۰ خارج از خانه مقابل ساسولو به میدان رفت. در ۹ دسامبر، او اولین گل خود را برای کالیاری در دقیقه ۱۳ در پیروزی ۳–۱ خارج از خانه مقابل ویرتوس لانچانو به ثمر رساند. در ۱۵ دسامبر، او در شکست ۳–۰ خارج از خانه مقابل باشگاه فوتبال اینتر میلان در مرحله یک‌چهارم نهایی کوپا ایتالیا به میدان رفت. در ۲۴ دسامبر، در جریان پیروزی ۲–۰ خارج از خانه مقابل سالرنیتانا او به عنوان یار جانشین در دقیقه ۸۴ گل دوم خود را به ثمر رساند، اما در دقیقه ۸۶ با کارت قرمز اخراج شد. آندرس تیو مدت قرارداد قرضی خود را در کالیاری با ۲۶ بازی و ۲ گل به پایان رساند.

#### قرضی به امپولی
در ۴ ژوئیه ۲۰۱۶، آندرس تیو به صورت قرضی به باشگاه سری آ، امپولی پیوست. در ۱۳ اوت، او در پیروزی ۲–۰ خانگی مقابل ویچنزا در دور سوم کوپا ایتالیا به میدان رفت و کل بازی را بازی کرد. در ۲۱ اکتبر، آندرس تیو در شکست ۱–۰ خانگی مقابل سامپدوریا در سری آ به میدان رفت و در دقیقه ۴۶ جای خود را به راده کرونیچ داد. در ۱۲ سپتامبر، او اولین بازی کامل خود را برای امپولی انجام داد که در آن بازی ۲–۱ مقابل کروتونه پیروز شدند. در ۲۹ نوامبر، او در دور چهارم کوپا ایتالیا در شکست ۲–۱ خانگی، پس از وقت اضافی، مقابل چزنا به میدان رفت. آندرس تیو قرارداد قرضی خود را در امپولی با ۲۰ بازی به پایان رساند.

#### قرضی به باری
در ۱۸ ژوئیه ۲۰۱۷، آندرس تیو به صورت قرضی به تیم سری بی باری پیوست. در ۶ اوت، او در پیروزی ۲–۱ خانگی باری مقابل پارما در دور دوم کوپا ایتالیا به میدان رفت و کل بازی را انجام داد. در ۱۲ اوت، او در دور سوم در پیروزی ۲–۱ خانگی مقابل کرمونزه به میدان رفت. در ۲۸ اوت، آندرس تیو در پیروزی ۳–۰ خانگی باری مقابل چزنا در سری بی به میدان رفت و کل بازی را انجام داد. در ۳ سپتامبر، او اولین گل خود را برای باری در دقیقه ۴۲ در شکست ۳–۲ خارج از خانه مقابل امپولی به ثمر رساند. آندرس تیو قرارداد قرضی خود را در باری با ۳۶ بازی و ۱ گل به پایان رساند.

### بنونتو
در ۱۳ ژوئیه ۲۰۱۸، آندرس تیو قراردادی تا ۳۰ ژوئن ۲۰۲۱ با باشگاه سری بی بنه‌ونتو امضا کرد که گزینه خرید مجدد برای یوونتوس در آن گنجانده شده بود. او به صعود بنه‌ونتو به سری آ کمک کرد و با این باشگاه ماند تا اینکه با دو بار تنزل، به سری سی سقوط کرد.

### کاتانیا
در ۳۰ ژانویه ۲۰۲۴، آندرس تیو به باشگاه سری سی کاتانیا منتقل شد.

#### قرضی به سالرنیتانا
در ۱۷ اوت ۲۰۲۴، آندرس تیو به صورت قرضی به سالرنیتانا در سری بی پیوست که گزینه خرید نیز در قرارداد وجود داشت.

## شیوه بازی
تیو راست پا است و ساختار بدنی خوبی دارد که به او اجازه می‌دهد در خط هافبک بجنگد. او معمولاً مشتاق دویدن بدون توپ است و در تغییر سرعت، ویژگی‌های فنی دارد که در کلمبیا او را با خوان کوادرادو مقایسه می‌کنند.